# Dmitrij Morozov
Dmitrij Morozov (rusky Дмитрий Морозов), (* 24. únor 1974 Tuapse, Sovětský svaz) je bývalý reprezentant Ruska v judu.

## Sportovní kariéra
Jeho sportovní osud je do velké míry spojený s Vitalijem Makarovem. S judem začali v Tuapse, jsou stejný ročník narození a oba trénovali judo vrcholově v Čeljabinsku. Jejich sportovní kariéra se lišila pouze v délce a úspěších. Morozov dostal příležitost dříve, ale na rozdíl od Makarova si udržel pozici reprezentačního lídra kratší dobu. Po neúspěchu na olympijských hrách v Sydney v roce 2000 se již na velký turnaj nepodíval (mimo univerziády, která má jinou organizaci).

## Výsledky
| Turnaj             | 1993 | 1994 | 1995 | 1996 | 1997 | 1998 | 1999 | 2000 |
| ------------------ | ---- | ---- | ---- | ---- | ---- | ---- | ---- | ---- |
| Olympijské hry     | –    | –    | –    | dns  | –    | –    | –    | úč.  |
| Mistrovství světa  | dns  | –    | dns  | –    | úč.  | –    | úč.  | -    |
| Mistrovství Evropy | dns  | dns  | dns  | dns  | dns  | 3.   | úč.  | 7.   |
| MS juniorů         | –    | 3.   | –    | –    | –    | –    | –    | -    |
| ME juniorů         | 1.   | 1.   | –    | –    | –    | –    | –    | -    |